# رناتو ماروتا
رناتو ماروتا (ایتالیایی: Renato Marotta؛ زادهٔ ۱۶ نوامبر ۱۹۷۴) کارگردان فیلم و بازیگر اهل ایتالیا است.
از فیلم‌ها یا مجموعه‌های تلویزیونی که وی در آن‌ها نقش داشته است، می‌توان به حریم شکسته اشاره نمود.